# Cratere Coras
Coras è un cratere sulla superficie di Dione.